# Taxi kasa
Taxi kasa (w 2005 pt. Taxi) – polski teleturniej oparty na brytyjskim formacie Cash Cab emitowany w roku 2005 na antenie TV4 oraz w roku 2018 na antenie Super Polsatu. Głównym motywem teleturnieju była podróż taksówką, podczas której dwóch znajomych sobie uczestników odpowiadało na pytania z zakresu wiedzy ogólnej.

## Prowadzący
Kierowcą taksówki i jednocześnie prowadzącym program w 2005 był aktor Dariusz Lech, a w 2018 – prezenter radiowy Kamil Baleja. W pierwszej odsłonie programu (2005) pytania czytała lektorka ze zmodulowanym komputerowo głosem, a w drugiej odsłonie (2018) pytania czytał kierowca.

## Zasady gry
Za każdą poprawną odpowiedź uczestnicy otrzymywali określoną stawkę – po 50 zł za pierwsze pięć pytań (w 2005: po 20 zł), po 100 zł za kolejne 5 pytań (w 2005: po 50 zł), a od 11. pytania – po 200 zł (w 2005: po 100 zł). Jeżeli drużyna trzykrotnie odpowiedziała błędnie, to musiała zakończyć grę i wysiąść z pojazdu bez pieniędzy. Gra kończyła się także, gdy gracze osiągnęli cel przejazdu taksówką, wtedy jednak zabierali całą wygraną.
Uczestnicy mogli skorzystać z dwóch pomocy: telefonu do przyjaciela (działającego na tej samej zasadzie, co w teleturnieju Milionerzy) oraz pytania do przechodnia.
W odcinkach nadawanych jesienią 2018 roku uczestnikom, którzy dojechali do wybranego miejsca (tj. nie odpadli z gry) oferowano możliwość podwojenia wygranej sumy – gracze mogli odpowiedzieć na jeszcze jedno pytanie, ale jeżeli się pomylili, to tracili wszystkie zdobyte pieniądze.
Najwyższą wygraną w programie kwotą pieniędzy było 2600 zł (zdobyto ją w szóstym odcinku trzeciej serii wyemitowanym 3 listopada 2018).

## Emisja
| Seria     | Odcinki   | Odcinki    | Sezon       | Pierwszy odcinek | Ostatni odcinek | Pora emisji             | Stacja       |
| --------- | --------- | ---------- | ----------- | ---------------- | --------------- | ----------------------- | ------------ |
| Taxi      |           |            |             |                  |                 |                         |              |
| 1.        | 1–34 (34) | 1–34 (34)  | jesień 2005 | 8 września 2005  | 30 grudnia 2005 | czwartek i piątek 18.15 | TV4          |
| Taxi kasa |           |            |             |                  |                 |                         |              |
| 2.        | 1–10      | 35–44 (10) | wiosna 2018 | 10 marca 2018    | 12 maja 2018    | sobota 19.30            | Super Polsat |
| 3.        | 11–20     | 45–54 (10) | jesień 2018 | 29 września 2018 | 1 grudnia 2018  | sobota 19.30            | Super Polsat |

Wszystkie odcinki wyemitowane na antenie Super Polsatu były dostępne w serwisie ipla.